# Vento Vivimus
Vento Vivimus is een in 1875 in Hurwenen gebouwde beltmolen. De naam is Latijn voor "Wij leven van de wind".
Aan het eind van de Tweede Wereldoorlog raakte de molen ernstig beschadigd. In 1975 begon de restauratie, zij het mondjesmaat. In 1988 startte een grootscheepse restauratie en sinds 1991 is de molen weer maalvaardig.
De molen is eigendom van de gemeente Maasdriel en is te bezoeken op vrijdag van 9-13 uur en op zaterdag van 10-17 uur.